# بيجو 208
بيجو 208 (بالإنجليزية: Peugeot 208)‏ هي سيارة صغيرة من صناعة بيجو أنتجت في 2012.